# 蔡曦
蔡曦（1986年1月18日—），中国足球运动员，司职后卫，目前效力于中甲新疆天山雪豹俱乐部。

## 职业生涯
蔡曦出道于武汉光谷俱乐部。2005年首次进入一线队名单就开始担任球队主力中后卫。2008年武汉退出中超后，2009年蔡曦转入新成立的湖北绿茵俱乐部（后改名武汉卓尔），征战中乙以及中甲，并担任球队队长。2013武汉卓尔升入中超，蔡曦则转会至中超对手天津泰达，同年夏季被租借至中乙球队深圳风鹏。2014年转会至中甲球队、以湖北球员为班底的新疆天山雪豹俱乐部，并担任队长。